# Glycaspis flavilabris
Glycaspis flavilabris är en insektsart som först beskrevs av Walter Wilson Froggatt 1903.  Glycaspis flavilabris ingår i släktet Glycaspis och familjen rundbladloppor. Inga underarter finns listade i Catalogue of Life.